# 北小松站 (江若鐵道)
北小松站（日语：／ Kitakomatsu eki */?）是位於滋賀縣滋賀郡志賀町大字南小松（現時：大津市南小松），江若鐵道的鐵路車站（廢站）。

## 歷史
在1927年（昭和2年）4月，江若鐵道雄松站至此站之間開通，此站啟用。隨後在同年12月，路線延伸至大溝站。

### 年表
- 1927年（昭和2年）
  - 4月1日：雄松站至此站之間開通，此站啟用。當時車站位於滋賀郡小松村（日语：小松村 (滋賀県)）[4][5]。
  - 12月15日：此站至大溝站之間開通[4][6]。
- 1969年（昭和44年）11月1日：車站被廢除[4]。

## 車站構造
北小松站內設有客運和貨運業務（一般車站）。此站設有列車交會設備，在日間，此站設有列車進行列車交會。站內設有1面2線的島式月台和貨物側線。

## 使用狀況
以下為開業起數年之間的一年上下車人次和貨物起卸量：
| 一年客量和貨物起卸量： | 一年客量和貨物起卸量： | 一年客量和貨物起卸量： | 一年客量和貨物起卸量： | 一年客量和貨物起卸量： | 一年客量和貨物起卸量： |
| 年                     | 旅客                   | 旅客                   | 貨物                   | 貨物                   | 參考資料               |
| 年                     | 乘車                   | 下車                   | 發送                   | 到達                   | 參考資料               |
| ---------------------- | ---------------------- | ---------------------- | ---------------------- | ---------------------- | ---------------------- |
| 1931年                 | 19,627人               | 19,572人               | 141公噸                | 309公噸                | [ 11 ]                 |
| 1934年                 | 18,032人               | 17,614人               | 135公噸                | 175公噸                | [ 12 ]                 |
| 1935年                 | 17,478人               | 17,474人               | 144公噸                | 146公噸                | [ 13 ]                 |
| 1936年                 | 19,342人               | 19,428人               | 168公噸                | 282公噸                | [ 14 ]                 |

## 車站周邊

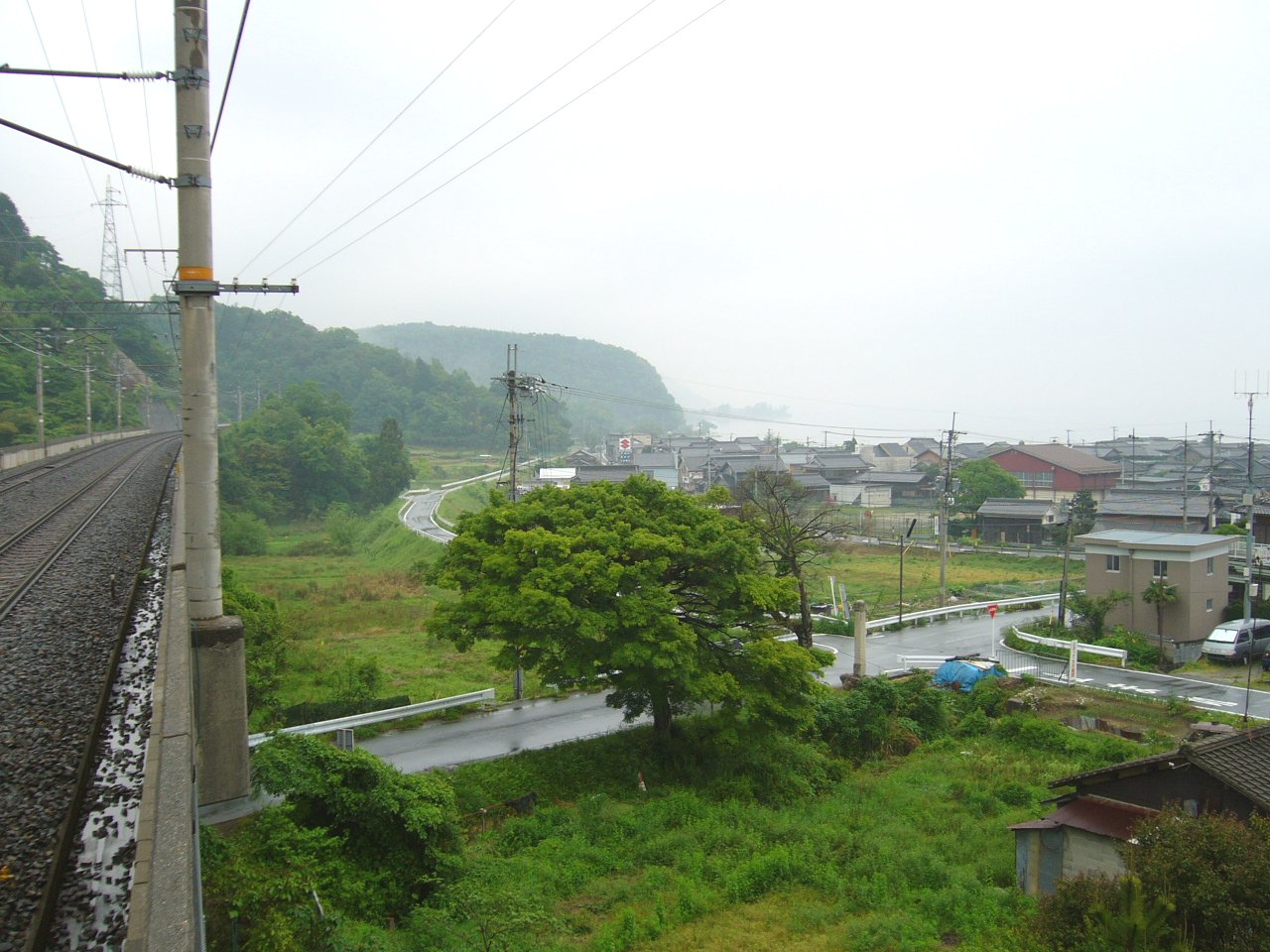
從湖西線北小松站向北望（白鬚方向）。圖中彎曲道路處便是江若鐵道路軌遺址（2006年5月）

車站靠山一方設有楊梅瀑布。曾經從此站至瀑布之間設有1公里長的櫻花樹，該段被稱為「千本櫻」。但是後來由於建設湖西線和阻礙農業機械通過，許多櫻花樹被砍伐。另外在1950年（昭和25年）起，開始有許多泳客到訪北小松。在1962年（昭和37年），當地居民在琵琶湖岸處開設北小松泳灘。
在車站廢除後，車站遺址變成了湖西線北小松站的站前廣場。關於此站往高島町站方向的路軌遺址，還可以在該處看見路堤遺跡，令人想起過去江若鐵道營運時的情景。在2003年（平成15年），該處敷設了道路。隨後由於進行國道161號繞道工程，大部分路段已被拆毀。在鎧岩以北的路軌遺址也變成為國道161號。

## 相鄰車站
江若鐵道
江若鐵道線
近江舞子－北小松－白鬚

## 注腳
1. 1 2 3 4 5 6 7 8  江若鉄道の思い出，第80頁.
2. 1 2 3  寺田 2010，第10頁.
3. ↑  田中, 宇田 & 西藤 1998，第394頁.
4. 1 2 3  今尾 2008，第31–32頁.
5. ↑  「地方鉄道運輸開始」《官報》1927年4月6日（國立國會圖書館數碼化資料）
6. ↑  「地方鉄道運輸開始」《官報》1927年12月24日（國立國會圖書館數碼化資料）
7. ↑  竹内 1967.
8. ↑  レイル，第82頁.
9. 1 2  寺田 2010，第15頁.
10. ↑  レイル，第80頁.
11. ↑  《滋賀縣統計全書》昭和6年版（國立國會圖書館數碼化資料）
12. ↑  《滋賀縣統計全書》昭和9年版（國立國會圖書館數碼化資料）
13. ↑  《滋賀縣統計全書》昭和10年版（國立國會圖書館數碼化資料）
14. ↑  《滋賀縣統計全書》昭和11年版（國立國會圖書館數碼化資料）
15. 1 2  江若鉄道の思い出，第81頁.
16. ↑  ありし日の江若鉄道，第17頁.
17. 1 2  吉田 1998，第192頁.
18. ↑  寺田 2010，第25–26頁.

## 相關項目
- 日本鐵路車站列表 Ki

## 外部連結
- 大津的舊照片 （页面存档备份，存于）（日語） - 大津市歷史博物館（日语：大津市歴史博物館）內的影像資料庫。當中上載了志賀町公所所拍攝此站的照片。